# Françoise de Motteville
Françoise de Motteville (ur. ok. 1620, zm. 29 grudnia 1689 w Paryżu) – francuska pamiętnikarka, siostrzenica biskupa-poety Jeana Bertauta, pokojówka Anny Austriaczki.

## Życiorys
François była córką Pierre'a Bertauta, który pełnił służbę jako pokojowiec Henryka IV, natomiast matka, Hiszpanka, Louise Bertaut, znajdowała się na dworze Anny Austriaczki, gdzie zajmowała się osobistą korespondencją królowej. Louise wraz z córką zostały usunięte z dworu przez kardynała Richelieu, który obawiał się, że Louise może być łącznikiem między Anną a dworem hiszpańskim. 
Po przeniesieniu się do Normandii Françoise pod naciskiem matki wzięła ślub z Mikołajem Langlois de Motteville. Mężczyzna ten w momencie ślubu z nią miał już 80 lat, jednak zajmowane przez niego stanowisko pierwszego prezydenta Izby Obrachunkowej w Normandii czyniło go dobrym kandydatem na męża. Françoise już po dwóch latach małżeństwa została wdową. Jej sytuacja materialna była dość trudna. Zwróciła się wówczas o pomoc do królowej Anny Austriaczki. Ta, pamiętając zasługi jej matki, przyjęła ją na swój dwór. Z czasem znalazła się ona w najbliższym otoczeniu regentki. 
Po śmierci Anny Austriaczki zamieszkała w Paryżu przy ulicy Saint-Dominique, a niewielki majątek, który uzbierała, wystarczył jej na skromne życie, które zakończyła w 1689 roku, pozostając do końca wdową.

## Twórczość
Françoise pozostawiła po sobie Pamiętnik, który zawiera wspomnienia dotyczące rządów regencyjnych Anny Austriaczki. Po raz pierwszy Pamiętnik opublikowany został w 1723 r. w Amsterdamie. W XIX w. zostały wydane kolejne przekłady tego dzieła, m.in. w Paryżu w 1855 r. W 1978 r. wydane zostało tłumaczenie na język polski (tłumaczka Irena Wachlowska). Oryginalny tytuł brzmi: Memoires de m-me de Motteville sur Anna D’Austriche et sa cour.